# Acalypha pruriens
Acalypha pruriens là một loài thực vật có hoa trong họ Đại kích. Loài này được Nees & Mart. mô tả khoa học đầu tiên năm 1823.